# Eugène Koeberlé
Pour les articles homonymes, voir Koeberlé.
Eugène Koeberlé (né à Sélestat le 4 janvier 1828 et mort à Strasbourg le 13 juin 1915) est un chirurgien et un humaniste alsacien qui fut l'un des pionniers de la chirurgie abdominale moderne ainsi qu'un ardent promoteur de l'asepsie et de l'hémostase. À la fin de sa vie, il se consacra à la poésie et à l'archéologie.

## Biographie

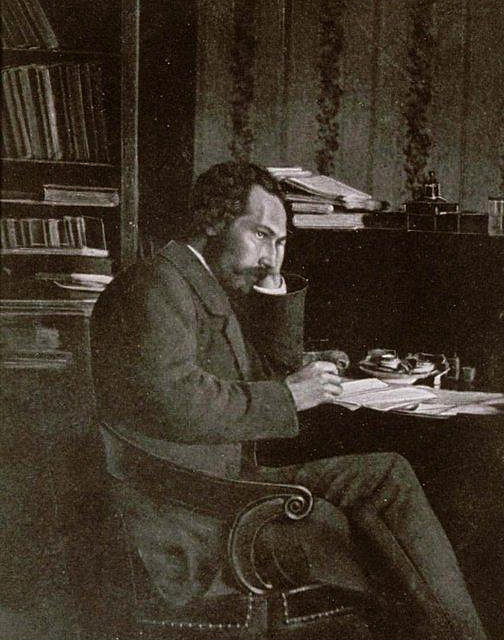
Le professeur Koeberlé en 1862.

Eugène Koeberlé, fils de Mathias, huissier royal, et de Catherine Kretz, et descendant d'une famille originaire de Saint-Hippolyte, naquit dans la maison no 273 à Sélestat (E.C. Sélestat, acte no 5), et passa son enfance dans cette dernière ville où il s'imprégna d'une culture humaniste.
Bachelier en 1846, il s'orienta d'abord vers la chimie et la physique puis vers le droit.
Finalement, en 1848, il opta pour la médecine, à la faculté de médecine de Strasbourg. Il réussit son agrégation de chirurgie en 1855 et fut nommé chef de travaux d'anatomie la même année.
À partir de 1862, il entama une brillante carrière de chirurgien qui lui vaut aujourd'hui encore une renommée mondiale.
En 1879, il se maria avec Jeanne Clémentine Henriet, de trente ans sa cadette, et eut une fille le 2 août 1881, Elsa Koeberlé, poétesse et artiste.
Après avoir pris sa retraite en 1880, il se consacra à l'archéologie, notamment autour du mur païen et des ruines du château de Lutzelbourg.
Outre des traités de chirurgie, il a également écrit des poèmes et publié des œuvres philosophiques et politiques.
Eugène Koeberlé est inhumé au cimetière Sainte-Hélène de Strasbourg.

## Travaux

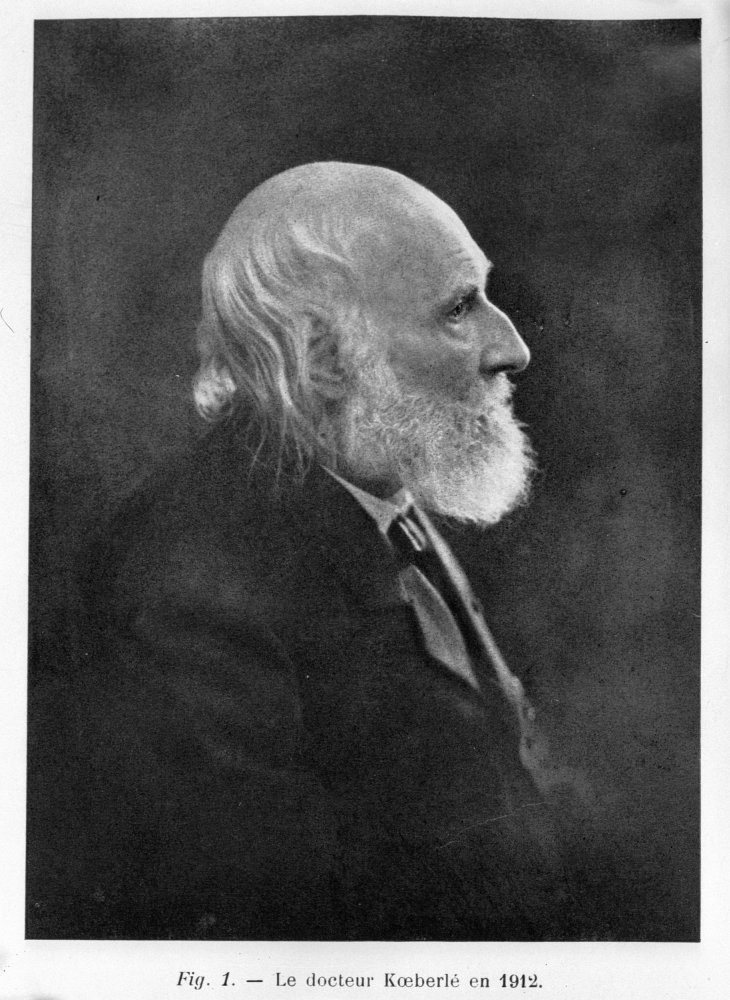
Portrait de Koeberlé en 1912, in: Pichevin R., Le docteur Koeberlé et son œuvre, Revue alsacienne (Strasbourg), coll. de la Bibliothèque interuniversitaire de Santé.

### Œuvres médicales
Lors de la deuxième épidémie de choléra à Strasbourg en 1854 (la première épidémie de 1849 avait amené Pasteur à Strasbourg), Koeberlé sauva de nombreux malades en leur perfusant plusieurs litres de sang.
Le 3 juin 1862, Koeberlé extirpa un kyste ovarien d'une patiente et, par la suite, fut l'un des tout premiers à procéder avec succès à des hystérectomies sur des bases scientifiques.
Promoteur de l'ovariectomie, il le fut aussi de l'hystérectomie totale et la myomectomie. En 1863, il fut le premier à opérer une grossesse extra-utérine avec enfant vivant.[réf. nécessaire] La même année 1863, il reçoit le prix Barbier pour avoir réussi deux ovariectomies.
Initiateur de la chirurgie abdominale et gynécologique, ses résultats furent remarquables. On venait du monde entier le voir opérer à Strasbourg à la clinique de la Toussaint devenue « la Mecque de la chirurgie abdominale ».
Koeberlé doit ses succès opératoires notamment à la pratique pionnière d'une asepsie rigoureuse (avant même l'ère de l'antisepsie) et de l'hémostase par la mise au point d'une panoplie d'instruments dont sa fameuse pince hémostatique à cliquet, mais également par ses innovations dans les soins pré- et post-opératoires, le drainage abdominal, etc.

### Œuvres archéologiques
Lors de sa retraite, Koeberlé s'intéressa d'abord au mur païen. Sur celui du mont Sainte-Odile, il découvrit et étudia une porte qui a gardé son nom, la porte Koeberlé.
Peu avant 1900, Koeberlé racheta le château de Lutzelbourg et, après l'avoir consolidé, entreprit des fouilles archéologiques dont il transcrivit le cours dans une monographie parue en 1909. Par la suite, il s'attela à la restauration du château et réédifia la salle néo-romane.

## Hommages

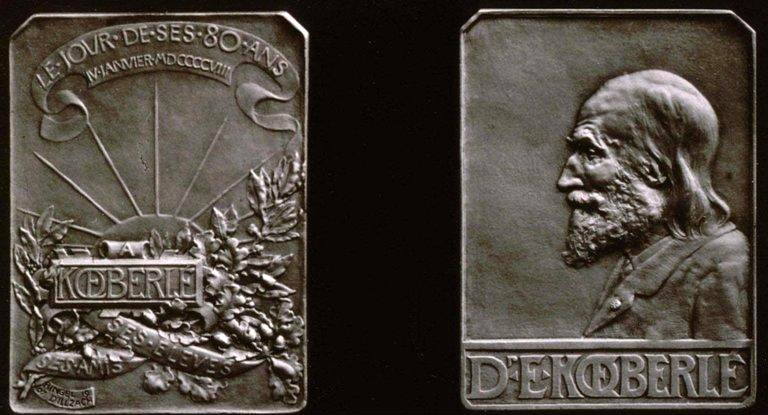
Plaquette Kœberlé par Ringel d'Illzach

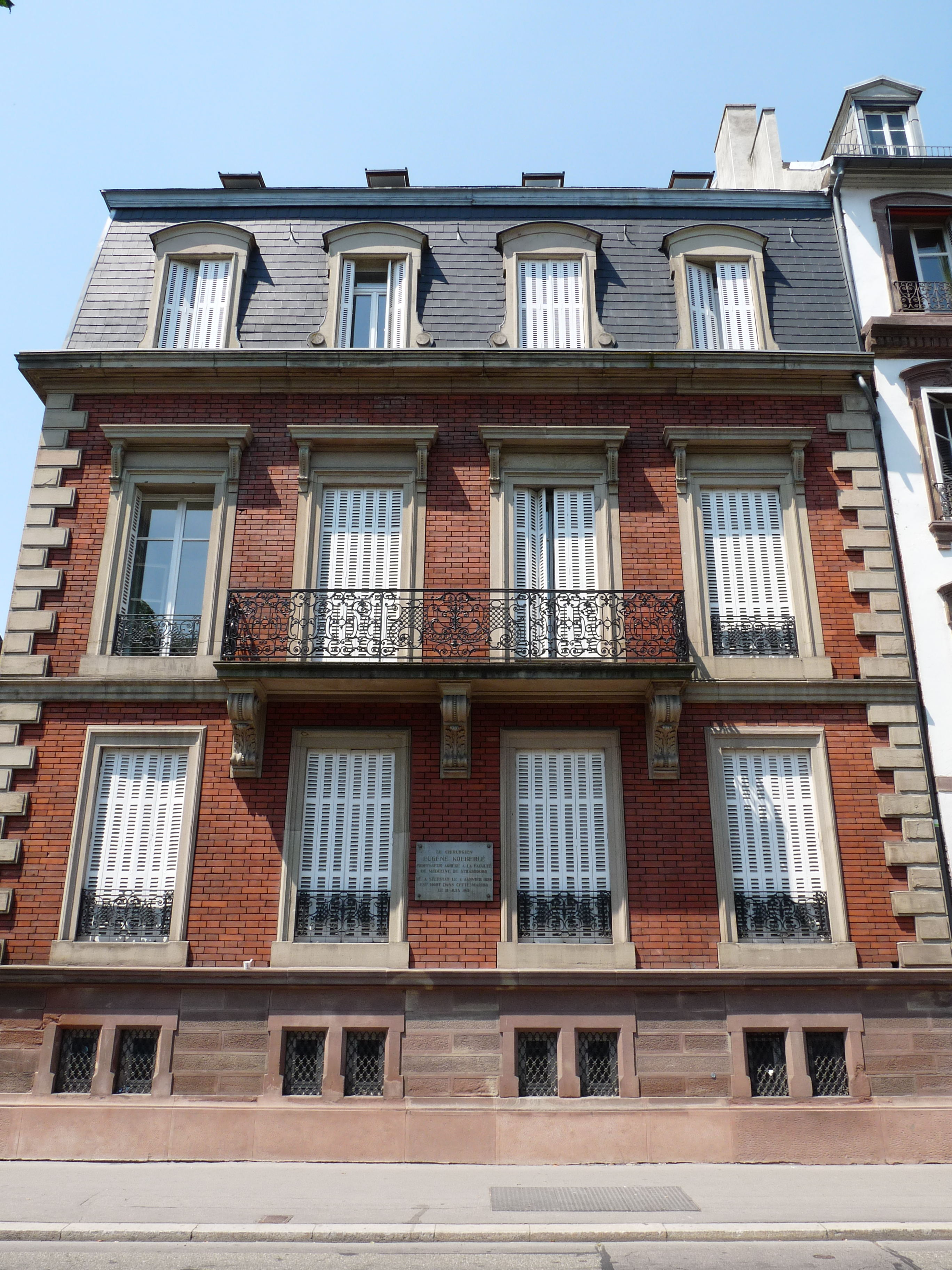
Maison située au 14 quai Kléber à Strasbourg, où mourut Kœberlé le 13 juin 1915.

En son hommage, son nom a été donné à une rue de Strasbourg et au lycée Docteur-Koeberlé de Sélestat, dont le fronton du portail d'accueil porte son effigie dans un médaillon en bronze posé en 1928, à l'occasion du centenaire de sa naissance.
Une plaque est apposée sur la maison où il mourut à Strasbourg.
 Le nom du docteur Koeberlé figure également sur une plaque dans le Home of Famous Surgeons à Chicago remémorant qu'il a été le fondateur de la « chirurgie propre ».
Antoine Bourdelle a sculpté son buste qui se trouve dans la salle du Conseil de la faculté de médecine de Strasbourg,.

En 1908, à l'occasion de son 80e anniversaire, le sculpteur Jean-Désiré Ringel d'Illzach a gravé une plaquette commémorative.

## Œuvres et publications

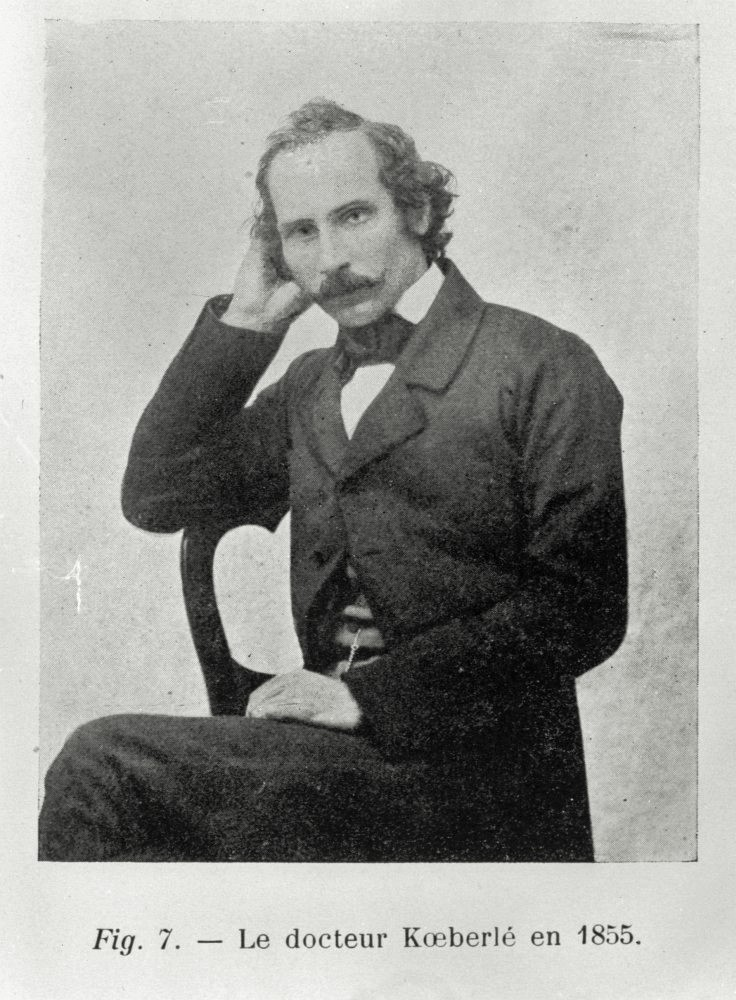
Le Dr Koeberlé en 1855, in: Pichevin R., Le docteur Koeberlé et son œuvre, Revue alsacienne (Strasbourg), coll. de la Bibliothèque interuniversitaire de Santé.

- De la cataracte pyramidale, 25 p., Silbermann, Strasbourg, 1858, lire en ligne sur Gallica.
- Essai sur le crétinisme, 90 p., Vve Berger-Levrault, 1862, (ASIN B001C6YO62).
- Grossesse prolongée et accouchement provoqué, 7 p., G. Silbermann, 1862, (ASIN B001C6UVGY) et lire en ligne sur Gallica.
- De l'ovariotomie, 88 p., J.-B. Baillière et fils, Paris, 1865, (ASIN B001C6T2M8).
- De l'hémostase définitive par compression excessive J.-B. Baillière et fils, Paris, 1878 lire en ligne sur Gallica.
- De l'hémostase définitive par compression excessive, épilogue, 67 p., J.-B. Baillière et fils, 1878, (ASIN B001C6T2OG).
- Résection de deux mètres d'intestin grêle, suivie de guérison, 32 p., R. Schultz, 1881 (ASIN B001C6YNRW) lire en ligne sur Gallica.
- Les Ruines du château de Lutzelbourg, Imprimerie Strasbourg, 1909.
- Questions de guerre et de paix en Alsace-Lorraine, 1914, (ASIN B0017ZY882).